# 米拉·穆拉蒂
埃爾米拉·「米拉」·穆拉蒂（英語：Ermira "Mira" Murati，1988年12月16日—）是一名阿爾巴尼亞工程師。她是OpenAI的技術長、曾任臨時首席执行官，該公司開發了人工智能聊天機器人ChatGPT。她於2023年11月17日-19日擔任臨時行政總裁。
她主張改善政府對人工智能的監管。

## 早期生活和教育
穆拉提1988年
出生於阿爾巴尼亞夫羅勒，父母是阿爾巴尼亞人。
她在16歲時搬到加拿大維多利亞，並就讀於皮爾遜聯合世界學院。她於2012年畢業於達特茅斯學院的塞耶工程學院，獲得機械工程學士學位。

## 職業生涯
穆拉蒂於2011年在高盛公司以實習生身份開始其職業生涯，並於2012年至2013年在卓達宇航集團就業。她在特斯拉工作了三年，然後加入Leap Motion。隨後，她於2018年加入OpenAI，後來成為技術長，負責監督ChatGPT的開發。
她是人工智能監管的倡導者。
当地时间2023年11月17日，OpenAI董事会宣布开除现任首席执行官萨姆·奥尔特曼，并任命米拉·穆拉蒂为公司的临时首席执行官。该决定即刻生效。但穆拉蒂计划再次返聘萨姆等人；稍后穆拉蒂又被埃米特·薛尔取代OpenAI首席执行官一职。在OpenAI董事会风波之后，穆拉蒂回归首席技术官一职。

## 外部連結
- 米拉·穆拉蒂的X（前Twitter）